# نصب (بني مطر)

تعديل مصدري - تعديل

نصب هي إحدى قرى عزلة الحدب بمديرية بني مطر التابعة لمحافظة صنعاء، بلغ تعداد سكانها 393 نسمة حسب تعداد اليمن لعام 2004.